# Агула
Агу́ла (бел. Агула) — деревня в составе Вязьевского сельсовета Осиповичского района Могилёвской области Белоруссии.

## Географическое положение
Расположена в 5 км на восток от Осиповичей и в 1,5 км от ж/д станции Осиповичи-2, в 135 км от Могилёва. С северо-востока к деревне примыкает лес. Имеется автодорога до районного центра. Через деревню пролегает прямолинейная улица, по обеим сторонам застроенная деревянными домами.

## История
В 1897 году упоминается как урочище в Замошской волости Бобруйского уезда, в 1907 году — как застенок с 6 дворами и 47 жителями. В 1917 году упоминаются уже 9 дворов с 54 жителями. С февраля по ноябрь 1918 года Агула была оккупирована германскими войсками, с августа 1919 по июль 1920 года — польскими. В Осиповичском районе находится с 17 июля 1924 года, в Могилёвскую область включена 15 января 1928 года (при этом с 20 сентября 1944 по 8 января 1954 года находилась в составе Бобруйской области). В 1930 году здесь был создан колхоз «Новая заря».
Во время Великой Отечественной войны Агула была оккупирована немецко-фашистскими войсками с конца июня 1941 года по 28 июня 1944 года; шестеро жителей погибли на фронте. С 25 декабря 1962 года по 6 января 1965 года находилась в составе Бобруйского района.

## Население
- 1907 год — 47 человек, 6 дворов[1]
- 1917 год — 54 человека, 9 дворов[1]
- 1926 год — 65 человек[1]
- 1959 год — 64 человека[1]
- 1970 год — 44 человека[1]
- 1986 год — 24 человека, 16 хозяйств[1]
- 2002 год — 16 человек, 9 хозяйств[1]
- 2007 год — 11 человек, 8 хозяйств[1]

## Комментарии
1. ↑  Название и ударение даны по: Назвы населеных пунктаў Рэспублікі Беларусь. Магілёўская вобласць: нарматыўны даведнік / І. А. Гапоненка і інш.; пад рэд. В. П. Лемцюговай. — Минск: Тэхналогія, 2007. — С. 59. — 406 с. — ISBN 978-985-458-159-0..